# 早川凛
早川 凛（はやかわ りん、1985年12月24日 - ）は、日本の元AV女優。現在は引退。

## 略歴
- 2005年 - AVデビュー。デビュー当時は企画単体（キカタン）女優として活躍。
- 2005年11月 - 笠倉出版社の専属女優となる。
- 2006年7月 - マックス・エー専属女優となる。
- 2007年5月-M.E.S.C社の出会い系サイト「メルサーチ」のモデルも務めた。

### プロフィール
- 趣味：散歩・昼寝
- 特技：器械体操していたので身体が柔らかい

## 作品

### アダルトビデオ
キカタン時代作品
- ラブレズ（2005年3月8日、みるきぃぷりん♪）共演:如月稟
- バイブの虜 11（2005年3月13日、プールクラブ・エンタテインメント）共演:酒井るんな
- Fairy Doll 23（2005年5月13日、Smiley）
- 素人女子校生［CLASS-A］・16（2005年5月15日、ビッグモーカル）他出演:松島やや　他4名
- インモラルレズビアン 3（2005年6月13日、プールクラブ・エンタテインメント）共演:松岡理穂、山口みのり
- Fairy Doll DeepFantasy 3（2005年6月17日、Smiley）
- CHEERS!・8（2005年7月21日、芳友舎）他出演:松岡里穂、朝比奈ハル、片瀬ミカ、星月まゆら、菊川恵、長谷川ちひろ
- 女子校生ヒモパン痴漢バス 3（2005年7月22日、笠倉出版社）他出演:白川りお、雪見ほのか
- 制服スク水えっち 2（2005年8月19日（セル） / 2005年8月26日（レンタル）、笠倉出版社）他出演:早乙女みなき、牧瀬悠
- リモコンバイブ 野外授業 in 沖縄（2005年9月23日（セル） / 2005年9月29日（レンタル）、笠倉出版社）他出演:星野つぐみ、浜谷そよか
- 19歳（2005年9月30日、芳友舎）
- 黒Stocking・2（2005年10月21日（セル） / 2005年10月28日（レンタル）、笠倉出版社）他出演:雪見ほのか、星野つぐみ、吉田茶羅　他
- メガネっ娘 透け乳首（2005年10月21日（セル） / 2005年10月28日（レンタル）、笠倉出版社）他出演:星月まゆら、小倉みなみ、三浦萌、姫島瑠梨香
- バイブの虜 16（2005年11月9日、プールクラブ・エンタテインメント）他出演:鮎川るい、亜佐倉みんと、水森裕子、山口みのり、大粒るい、城エレン、成川友美、松下ゆうか、成川友美、愛乃彩音、里美りん
- こんでんすみるきぃ 撮り下ろし特濃編（2006年4月19日、みるきぃぷりん♪）共演:如月稟、他出演:山口絵里香、伊東ちかほ、田中梨子、瀬戸彩、並木りさ

 笠倉出版社専属時代 
- Re-Birth（2005年11月25日、笠倉出版社）
- Fetch凛（2005年12月16日（セル） / 2005年12月22日（レンタル）、笠倉出版社）
- 女子校生監禁レイプ（2006年1月27日、笠倉出版社）
- my DOLL rin（2006年2月24日、笠倉出版社）
- 背徳の白衣パイパンナース（2006年3月24日（セル） / 2006年3月30日（レンタル）、笠倉出版社）
- バーチャル☆ソープ（2006年4月21日（セル） / 2006年4月28日（レンタル）、笠倉出版社）
- 青い性（2006年5月19日（セル） / 2006年5月29日（レンタル）、笠倉出版社）
- RinいたずらSEX（2006年6月23日（セル） / 2006年6月30日（レンタル）、笠倉出版社）
- ようこそMax Cafeへ!（レンタル） / Max Cafeへようこそ!（セル）（2006年7月28日、マックス・エー）
- しみパン〜蔵出し連続バイブFUCK〜（2006年7月31日、笠倉出版社）
- いじめられっ娘コス（2006年8月25日（セル） / 2006年8月30日（レンタル）、笠倉出版社）
- 監禁ボディドールX 約束（2006年9月29日、マックス・エー）
- スポ☆コス（2006年10月20日（セル） / 2006年10月27日（レンタル）、笠倉出版社）
- メガネっこ☆（2006年11月29日、マックス・エー）
- Maniac Trance（2006年12月20日（レンタル） / 2006年12月22日（セル）、笠倉出版社）
- 早川凛 EROハプニングデート（2007年1月26日（セル） / 2007年1月30日（レンタル）、笠倉出版社）
- スケスケ・競泳・スクール水着（2007年2月23日、笠倉出版社）
- 完全拘束陵辱FUCK（2007年3月23日（セル） / 2007年3月30日（レンタル）、笠倉出版社）
- 超接写☆アングル（2007年4月20日（セル） / 2007年4月27日（レンタル）、笠倉出版社）
- 乱交（2007年5月25日、笠倉出版社）
- 卒業 Last Love（2007年6月22日、笠倉出版社）共演:立花里子
- 新基準モザイク プレミアムエディション（2007年8月31日、笠倉出版社）※総集編 未公開映像あり。

 専属終了後 
- 奴隷島 第十一章 女捜査官の絶望（2007年9月7日、アタッカーズ）共演:紅月ルナ、森下理音、椎名りく
- くノ一拷問凌辱3 椿姫 極秘輿入ノ章（2007年12月1日、アタッカーズ）共演:青木りん、綾瀬メグ ※AVグランプリ2008 グランプリステージ エントリー作品